# Crino delle Puntate
Il Crino delle Puntate è una dorsale dell'isola d'Elba situata alle pendici del Monte Capanne, di cui costituisce un contrafforte in direzione nord-est. Il toponimo deriva da puntata, termine locale che designa un costone tra due corsi d'acqua. A breve distanza si trova il Romitorio di San Cerbone, nei cui pressi visse il Santo nel VI secolo, insieme ad uno degli insediamenti protostorici del Monte Capanne e ad un quartiere pastorale chiamato Caprile delle Puntate. Dalla sommità della dorsale, chiamata Collicchie delle Puntate (dal latino collĭcŭlus, «altura»), si gode uno splendido panorama del paese di Marciana.

## Ambiente
La vegetazione è composta da macchia mediterranea caratterizzata da Erica arborea, Arbutus unedo e Quercus ilex, insieme a vasti castagneti in località Croce Soprana e Cecinaio.